# 睡眠学习
睡眠学习是一种试图在睡眠中学习知识的技巧。比如睡觉时放录音就是一种典型的方法。但实际上其有效性并未得到科学验证，一些早期的研究甚至认为这种方法根本就是无稽之谈，但后来有研究发现人脑确实会对睡觉时外部的刺激产生反应。

## 历史
1927年，美国人阿洛伊斯·班傑明·薩里格（Alois Benjamin Saliger）发明了一种叫做「精神電話」 （Psycho-Phone）的睡眠学习法，宣称人的大脑在睡眠时最易接受指令。
1956年查理·西蒙（Charles W. Simon）和威廉·埃蒙斯（William H. Emmons）的脑电图研究发现：如果没有α波出现，那么睡觉时给予的刺激材料就不可能在醒来后被回忆起来。但是一旦α波出现，那么睡眠者就应该要清醒了。所以睡眠学习根本不现实。2012年，魏茨曼科學研究所的研究者表示：“睡眠时人类可以强化之前学到的知识”，而且会对外部刺激（如气味）作出反应，“但能否获取新的知识仍是一个未解之谜”。

## 扩展阅读
- Emmons William H., Simon Charles W. The Non-Recall of Material Presented During Sleep. American Journal of Psychology. 1956 Mar;69(1):76-81.
- Fox, B.H.; Robbin, J.S.  (PDF). Journal of Experimental Psychology. 1952, 43: 75–79. doi:10.1037/h0057555.[永久]
- Fox, B.H. (1968). Current research in Hypnopaedia[永久]. Macdonald & Co. [PDF]
- Leshan, L.  (PDF). Journal of Abnormal & Social Psychology. 1942, 37 (3): 406–408. doi:10.1037/h0057703.[永久]